# کاروانسرای او شیرینو
 کاروانسرای او شیرینو  واقع در ۹ کیلومتری سمت جنوب کوخرد در پشتخه او شیرینو از توابع بخش کوخرد شهرستان بستک در غرب استان هرمزگان، یکی از نقاط دیدنی استان هرمزگان در جنوب ایران است.

## سرپناه و مأمن
نیاز انسان به سرپناه و مأمن، در مسیر راه‌های بازرگانی مخصوصاً در دوران قدیم، سبب اصلی ایجاد کاروانسراها در مناطق مختلف بوده‌است. همچنین در چند سال اخیر کاروانسراهایی جهت گذران اوقات تعطیلی و گشت و تفریح در نقاط بسیاری از منطقهٔ لارستان به ویژه شهرستان بستک توسط خیرین ساخته شده‌است.
او شیرینو (آب شیرین) نام منطقه‌ای است واقع در دهستان کوخرد، ودقیقاً این مکان در بادیه جنوبی کوخرد قرار دارد.
 کاروانسرای او شیرینو  در او شیرینو اینجای بسیار زیبا قرار دارد. جایی است زیبا و سرسبز در فصل زمستان و بهار، و تمام آبادانی و وسایل آسایش در آنجا موجود است گرفته از: برکه آب‌انبار خانه، کاروانسرا، چهارطاقی، آبریزگاه، باغ، نخل خرما، آشپزخانه، نمازگاه و تمام وسایل مورد نیاز موجود است، به اضافه درختان سرسبز کوهی مانند: سمر، سلم، کور، کنار و نادر (مورد) و نخل و سایر درختان و گل‌های بهاری این منطقه زیباتر نموده‌است.
او شیرینو جایگاه و زمین کشت  حاجی جعفر گَپ است و در زمان بسیار قدیم در آن جا جو و گندم کشت می‌کردند.
در پشتخه او شیرینو (پشتهٔ آب شیرین)، تُرُشُه، کُمپـُر، خیر، مِیل، و اکال به‌شکل غیرقابل تصور درست می‌شود، مردم درآنجا روزی بخوشی وشادی به سر می‌برند.
پشته اوه شیرینو در ۹ کیلومتری جنوب کوخرد واقع است.
در کوه‌های اوه شیرینو واطراف آن عسل به فراوانی بدست می‌آید. آنهایی که به اینجا می‌آیند و در کاروانسرا اتراق می‌کنند، پس از استراحت در کوه‌های اطراف به جستجوی عسل می‌روند.

## فهرست منابع و مآخذ
- محمدیان، کوخری، محمد، “ «به یاد کوخرد» “، ج۲. چاپ اول، دبی: سال انتشار ۲۰۰۳ میلادی.
- الکوخردی، محمد، بن یوسف، (کُوخِرد حَاضِرَة اِسلامِیةَ عَلی ضِفافِ نَهر مِهران Kookherd, an Islamic District on the bank of Mehran River) الطبعة الثالثة، دبی: سنة ۱۹۹۷ للمیلاد.
- محمدیان، کوخردی، محمد،  (شهرستان بستک و بخش کوخرد) ، ج۱. چاپ اول، دبی: سال انتشار ۲۰۰۵ میلادی.
- الخان، (الرّبط) (وهی موضع راحة المسافرین) مبیت للمسافرین علی الطرقات البعیدة والمسمی بـ (الربّط) و جمع ربات.